# Lista de membros da Royal Society eleitos em 1992
Esta é uma lista de Membros da Royal Society eleitos em 1992.

## Fellows
1. Peter George Lecomber[2]
2. Daniel Frank Walls[3]
3. Charles Nicholas Hales[4]
4. David Graham Lloyd[5]
5. William Platt Jencks[6]
6. Bernard Pagel  (1930-2007)
7. Richard Gregory  (d. 2010)
8. Sir David Jack[7]
9. Leslie Sydney Dennis Morley  (1924-2011)[8]
10. Jerry McKee Adams
11. James Arthur
12. Paul Berg
13. Elizabeth Blackburn
14. Sir Colin Blakemore[9]
15. Geoffrey Boulton
16. Luigi Luca Cavalli-Sforza
17. Suzanne Cory
18. Rodney Deane Davies
19. Peter Neville Goodfellow
20. Ian Philip Grant
21. Geoffrey Wilson Greenwood
22. Paul H. Harvey
23. Masao Ito
24. Thomas Alwyn Jones
25. Raymond Lund
26. Keith Alan McLauchlan[10]
27. John Bryce McLeod
28. Andrew J. McMichael[11]
29. Michael Mingos
30. Roddam Narasimha
31. John O'Keefe
32. Godfrey Stuart Pawley
33. David Neil Payne
34. Gordon Plotkin
35. Robert Ramage
36. Sir Alan Rudge
37. Andrew Noel Schofield
38. David John Sherratt
39. Alain Townsend
40. Endel Tulving
41. James Johnson Turner
42. Nigel Weiss
43. William J. Whelan
44. John Raymond Willis
45. Chen Ning Yang